# گیلبرت گادمارک
گیلبرت گادمارک (انگلیسی: Gilbert Godsmark؛ ژانویه ۱۸۷۷ – February 1901 (aged 24)) بازیکن فوتبال اهل پادشاهی متحد بریتانیای کبیر و ایرلند بود.
از باشگاه‌هایی که در آن بازی کرده‌است می‌توان به باشگاه فوتبال منچستر یونایتد اشاره کرد.